# Another Glory Ride Tour 1992
L'Another Glory Ride Tour è il tour della band heavy metal Manowar effettuato nel 1992.

## Notizie generali
Il tour si svolse totalmente in Germania durante il Triumph of Steel World Tour 1992.
La scaletta era incentrata soprattutto sui primi album del gruppo.

## Formazione
- Eric Adams - voce
- Joey DeMaio - basso
- David Shankle - chitarra
- Kenny Earl Edwards (Rhino) - batteria

## Date e tappe
|                 |                   |          |                |  |  |  |
| 13 ottobre 1992 | Kassel            | Germania | Messehalle     |  |  |  |
| 15 ottobre 1992 | Böblingen         | Germania | Sporthalle     |  |  |  |
| 16 ottobre 1992 | Stoccarda         | Germania |                |  |  |  |
| 17 ottobre 1992 | Augusta           | Germania | Rockfabrik     |  |  |  |
| 19 ottobre 1992 | Monaco di Baviera | Germania | Circus Krone   |  |  |  |
| 20 ottobre 1992 | Fürth             | Germania | Stadthalle     |  |  |  |
| 21 ottobre 1992 | Offenbach am Main | Germania | Stadthalle     |  |  |  |
| 22 ottobre 1992 | Hannover          | Germania | Music Hall     |  |  |  |
| 26 ottobre 1992 | Hof               | Germania | Freiheitshalle |  |  |  |
| 30 ottobre 1992 | Halle             | Germania | Eissporthalle  |  |  |  |
| 31 ottobre 1992 | Donaueschingen    | Germania | Donauhalle B   |  |  |  |
| 6 novembre 1992 | Amburgo           | Germania | Sporthalle     |  |  |  |